# Робер дьо Клермон
Робер дьо Клермон (на френски: Robert de Clermont), Роберт Френски (Robert de France; * 1256, † 7 февруари 1317) е френски принц по кръв, граф на Клермон ан Бовези от 1269 г., граф на Шароле (1272 – 1310) (чрез брак), херцог на Бурбон (1287 – 1310) (чрез брак).

## Биография
Той е шести син на краля на Франция Луи IX и на съпругата му Маргьорит дьо Прованс.
През 1269 г. Робер получава като апанаж Графство Клермон. През 1270 г. е сгоден за Мария, виконтеса на Лимож, дъщеря и наследница на виконт Ги IV. Но през 1272 г. се жени за Беатрис Бургундска-Бурбон, единствена дъщеря на Жан Бургундски, господар на Бурбон и граф на Шароле.
През май 1279 г. Робер взема участие в рицарски турнир в Париж, посветен на пристигането на Шарл I Анжуйски, принц на Салерно (бъдещ крал на Неапол), по време на който лошо пада от коня и получава сериозна рана на главата. В резултат на получените увреждания губи разсъдъка си.
През 1283 г. Робер е признат за наследник на Херцогство Бурбон, управител на което формално става заедно с жена си след смъртта на нейната майка през 1287 г.
Робер се смята за основател на Династията на Бурбоните – кралска фамилия, чиито членове в продължение на векове управляват като крале на Франция (1589 – 1848), крале на Двете Сицилии (1735 – 1860), херцози на Парма (1748 – 1796 и 1847 – 1859), велики херцози на Люксембург (1964 –) и испански крале.

## Брак и потомство
∞ 1272 за Беатрис Бургундска-Бурбон (* 1257, † 1310), от която има трима сина и три дъщери:
- Луи I дьо Бурбон „Куция“/„Добрия“ (* 1279, † 1342), първи херцог на Бурбон от 1327 г.
- Бланш (* 1281, † 1304), ∞ 1303 в Париж за Робер VII Велики († 1325), граф на Оверн и Булон
- Жан (* 1283, † 1316), граф на Шароле от 1310 г., ∞ 1309 за Жана Д'Арже († сл. 1334)
- Мария (* 1285, † 1372, Париж), приореса на Поаси (1333 – 1344)
- Пиер (* 1287, † сл. 1330), архидякон на Париж (1330)
- Маргьорит (* 1289, † 1309, Париж), ∞ 1. 1305 за Раймон Беренгер (* ок. 1281, † 1305), граф на Андрия и Пиемонт ∞ 2. август или септември 1308 за Жан I дьо Дампиер (* 1267, † 1330), маркграф на Намюр. Тя умира бездетна на 20 г., шест месеца след сватбата. Погребана е в якобинския манастир на ул. „Сен Жак“ в Париж, а надгробният камък на гроба ѝ е направен от известния майстор Жан Пепен дьо Юи през 1326 г. по поръчка на брата на покойния Луи I.